# Udo Fiebig
Pour les articles homonymes, voir Fiebig.
Udo Fiebig, né le 13 juillet 1935 à Altena et mort le 11 août 2022, est un théologien et homme politique allemand (SPD).

## Biographie
Après son diplôme du lycée d'Altena en 1955 et le collège de l'église de Wuppertal, Fiebig commence à étudier la théologie dans les universités de Göttingen et de Bonn, terminant le premier examen d'État en 1960 et le deuxième examen d'État en 1962. De 1963 à 1969 et de 1972 à 1976, il est curé protestant de la paroisse prussienne de Lünen-Süd.

## Parti politique
Fiebig est membre du SPD depuis 1963. Il est temporairement président du sous-district SPD de l'arrondissement d'Unna.

## Parlementaire
Fiebig est élu au conseil municipal de Lünen en 1966. Il est député du Bundestag de 1969 à 1987. Il est entré au parlement de 1969 à 1972 et de 1976 à 1980 via la liste d'État du SPD Rhénanie-du-Nord-Westphalie, représente la circonscription de Lüdinghausen de 1972 à 1976 et la circonscription de Hamm-Unna II de 1980 à 1987.